# Rhodometra labda
Rhodometra labda är en fjärilsart som beskrevs av Pieter Cramer 1777. Rhodometra labda ingår i släktet Rhodometra och familjen mätare. Inga underarter finns listade.